# Leonid Kuciuk
Leonid Kuciuk (belarusă Леанід Станіслававіч Кучук; n. 27 august 1959) este un antrenor și fost jucător de fotbal bielorus. În prezent el activează ca antrenor principal la  clubul din Prima Ligă Rusă, FC Lokomotiv Moscova.

## Palmares

### Ca antrenor
- Divizia Națională: 6

2003-04, 2004-05, 2005-06, 2006-07, 2007-08, 2008-09
- Cupa Moldovei: 6

2006, 2008, 2009
- Cupa CSI: 2

2003, 2009
- Prima Ligă Rusă

August 2013 - Antrenorul Lunii, declarat de Uniunea de Fotbal a Rusiei.

## Legături externe
- Profile at Football Database